# کوئین ۲
کوئین ۲ (به انگلیسی: Queen II) نام دومین آلبوم گروه بریتانیایی راک، کوئین می‌باشد که در ماه مارس ۱۹۷۴ منتشر شد. این آلبوم در تریدنت استودیوز واقع در شهر لندن، در ماه آگوست ۱۹۷۳ و به تهیه‌کنندگی روی توماس بیکر و رابین کابل ضبط شد.
این اثر یک آلبوم ال پی (که نسخه اصلی آن به شیوهٔ گرامافونی ضبط شده‌است) محسوب می‌شود و دارای ۲ جهت (اصطلاحاً Side) است که ساید اول، ساید وایت (سفید) و ساید دوم، ساید بلک (ساید سیاه) نامیده می‌شود. همچنین این یک آلبوم مفهومی هم هست، که ساید وایت آن دارای موضوعات احساسی بوده و ساید بلک آن تقریباً به‌طور کامل دارای مضامین فانتزی، اغلب سراسر با موضوعات تیره می‌باشد. طرح روی جلد آلبوم که از عکاس آن یعنی میک راک بوده‌است، اغلب در جاهای دیگری نیز در طول دورهٔ هنری کوئین استفاده شده‌است که از مهم‌ترین آن‌ها می‌توان به موزیک ویدئو "حماسه‌ کولی" (۱۹۷۵) اشاره کرد.

## فهرست آهنگ‌ها
کلیهٔ آهنگ‌ها به غیر از ترانهٔ ذکر شده در White Side، توسط برایان می نوشته شده‌است. کلیهٔ آهنگ‌ها در Black Side توسط فردی مرکوری نوشته شده‌است.
| White Side (Side One) | White Side (Side One)               | White Side (Side One) |
| شماره                 | نام                                 | مدت                   |
| --------------------- | ----------------------------------- | --------------------- |
| ۱.                    | «Procession» (Instrumental)         | ۱:۱۲                  |
| ۲.                    | «Father to Son»                     | ۶:۱۴                  |
| ۳.                    | «White Queen (As It Began)»         | ۴:۳۴                  |
| ۴.                    | «Some Day One Day»                  | ۴:۲۳                  |
| ۵.                    | «The Loser in the End» (راجر تیلور) | ۴:۰۲                  |

| Black Side | Black Side                         | Black Side |
| شماره      | نام                                | مدت        |
| ---------- | ---------------------------------- | ---------- |
| ۱.         | «Ogre Battle»                      | ۴:۱۰       |
| ۲.         | «The Fairy Feller's Master-Stroke» | ۲:۴۰       |
| ۳.         | «Nevermore»                        | ۱:۱۵       |
| ۴.         | «The March of the Black Queen»     | ۶:۳۳       |
| ۵.         | «Funny How Love Is»                | ۲:۵۰       |
| ۶.         | «Seven Seas of Rhye»               | ۲:۵۰       |

## نقش‌ها

### پرسنل اصلی (کوئین)
- فردی مرکوری – خوانندهٔ اصلی و پشتیبان، پیانو، هارپسیکورد، استرینگ پیانو در ترانهٔ Nevermore
- برایان می – گیتار الکتریک و آکوستیک، ناقوس در The March of the Black Queen، خوانندهٔ اصلی در Some Day One Day، خوانندهٔ پشتیبان، پیانو و ارگ در Father to Son
- راجر تیلور – درام، گونگ، ماریمبا، خوانندهٔ پشتیبان، خوانندهٔ اضافی در The March of the Black Queen، خوانندهٔ اصلی در The Loser in the End
- جان دیکن – گیتار بیس، گیتار الکتریک

### پرسنل اضافه شده
- روی توماس بیکر – تهیه کننده، قاشقک در The Fairy Faller's Master-Stroke، استایلوفون Seven Seas Of Rhye
- رابین کابل – پیانو افکتز (بهمراه مرکوری) در Nevermore

## رتبه های جهانی

### نمودار عملکرد
| نمودار (۱۹۷۴)          | Peak position |
| ---------------------- | ------------- |
| کانادا. جدول آلبومها   | 40            |
| نروژ. جدول آلبومها     | 19            |
| بریتانیا. جدول آلبومها | 5             |
| آمریکا. بیلبورد ۲۰۰    | 5             |

### نمودار میزان فروش و گواهینامه ها
| سرزمین               | گواهینامه | فروش محصول/نسخه |
| -------------------- | --------- | --------------- |
| پولند (زد پی ای وی)  | Platinum  | 20,000*         |
| آمریکا (آر آی ای ای) | Gold      | 100,000^        |